# Gängtapp

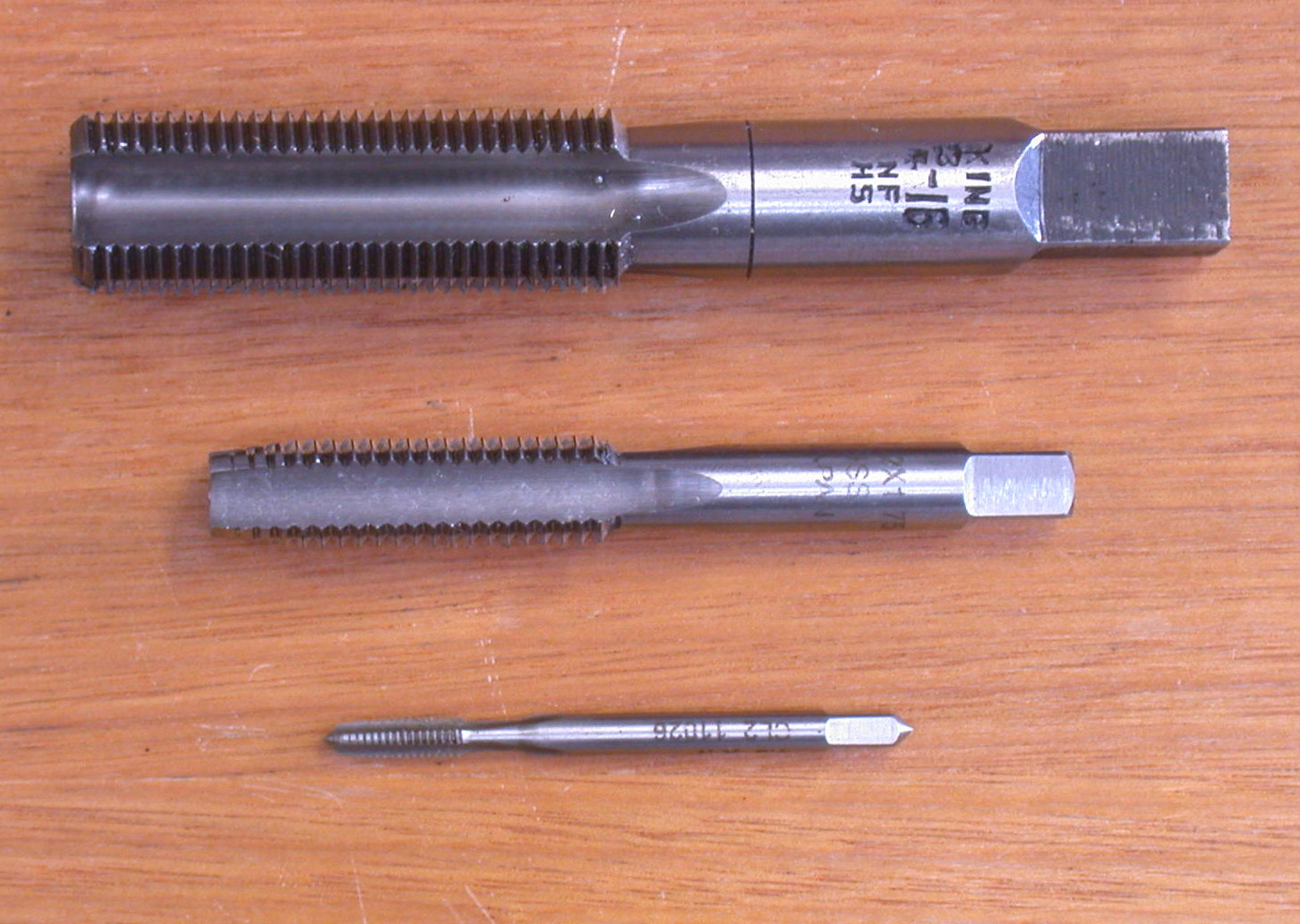
Tre gängtappar i olika dimensioner.

Gängtapp är ett skärande verktyg, oftast tillverkat av verktygsstål eller snabbstål (HSS).
Gängtappar används till att skära invändiga gängor med (oftast i metall) och är vanliga inom verkstads- och tillverkningsindustrin. Med tappen skär man gängor i runda hål (invändiga gängor), så att man sedan kan sätta i en skruv i hålet. Gängtappar finns i tusentals varianter och dimensioner. Gängan på tappen brukar ha metrisk- (M) eller tumgänga (till exempel Whitworth-, UNC-, UNF- och Rörgänga). Det finns både grova (glesa) och fina (täta) gängor. Det finns dessutom olika slags tappar för olika slags material som till exempel gjutjärn, rostfritt stål, koppar och även för mjuka material som olika plaster (akryl eller polyester). Gängtappar finns i olika utföranden, beroende på om hålet är genomgående eller ett bottenhål. För riktigt stora hål så kan man i stället använda en gängfräs. Om man i stället vill skära gängor på en axel (utvändiga gängor), så används ett gängsnitt.
Innan man gängar invändiga gängor är det viktigt att borra ett hål med rätt diameter. Om man tar diametern på gängan minus stigningen så får man rätt håldiameter. Detta gäller alla gängor med 60 graders vinkel på stigningen vare sig det är fingänga eller grovgänga. Tex. M6 som har en stigning på en mm per varv blir 6-1=5mm hål.  Exempel på borrdiametrar för metrisk normalgänga (ISO Metrisk grovgänga) är: 
| Gänga | Stigning mm | Max inner- diameter | Borr Diameter |
| ----- | ----------- | ------------------- | ------------- |
| M2    | 0,4         | 1,679               | 1,6 mm        |
| M3    | 0,5         | 2,599               | 2,5 mm        |
| M4    | 0,7         | 3,422               | 3,3 mm        |
| M5    | 0,8         | 4,334               | 4,2 mm        |
| M6    | 1,0         | 5,153               | 5,0 mm        |
| M8    | 1,25        | 6,912               | 6,8 mm        |
| M10   | 1,5         | 8,676               | 8,5 mm        |
| M12   | 1,75        | 10,441              | 10,3 mm       |
| M16   | 2,0         | 14,210              | 14,0 mm       |
| M20   | 2,5         | 17,744              | 17,5 mm       |
| M22   | 2,5         | 19,744              | 19,5 mm       |
| M24   | 3           | 21,252              | 21 mm         |
| M27   | 3           | 24,252              | 24 mm         |
| M30   | 3,5         | 26,771              | 26 mm         |
| M33   | 3,5         | 29,771              | 29,5 mm       |
| M36   | 4           | 32,270              | 32 mm         |
| M39   | 4           | 35,270              | 35 mm         |
| M42   | 4,5         | 37,799              | 37,5 mm       |
| M45   | 4,5         | 40,799              | 40,5 mm       |
| M48   | 5           | 43,297              | 43 mm         |
| M52   | 5           | 47,297              | 47 mm         |

Om gängan är längre än 4 gånger stigningen kan hålet  borras med ett borr med gängans maxdiameter. Tex M6 gängans hål kan utan problem borras med 5,1 mm borr. Sliter mindre på gängtappen och stopptolken går inte in. Dessutom lättare att knacka ut en havererad gängtapp.